# Мренський собор
Мренский собор (вірм. Մրենի մայր տաճար) — вірменський собор у Західній Вірменії, поблизу села Текор (нині Дігор), на території сучасної Туреччини (іл Карс, район Дігор). Собор знаходиться серед руїн міста Карабаг недалеко від вірмено-турецького кордону, в 1,5 км на захід від річки Ахурян.

## Історія
Будівництво собору почалося в 631 році, а завершилося в 639 році. Аналогом Мренського собору є Одзунський, який був побудований в цей же час.